# جکرمش
جکرمش (انگلیسی: Jikirmish; ۱ ژانویهٔ ۱۱۰۰ – ۱ ژانویهٔ ۱۱۰۶)، اتابک موصل از سال ۱۱۰۲ تا ۱۱۰۶ میلادی بود. وی همچنین پدرخوانده عمادالدین زنگی نیز بود. وی به همراه سکمان، توانست نیروهای صلیبی را در نبرد حران (۱۱۰۴) شکست دهد.